# Daniel Fehrman (gravör)

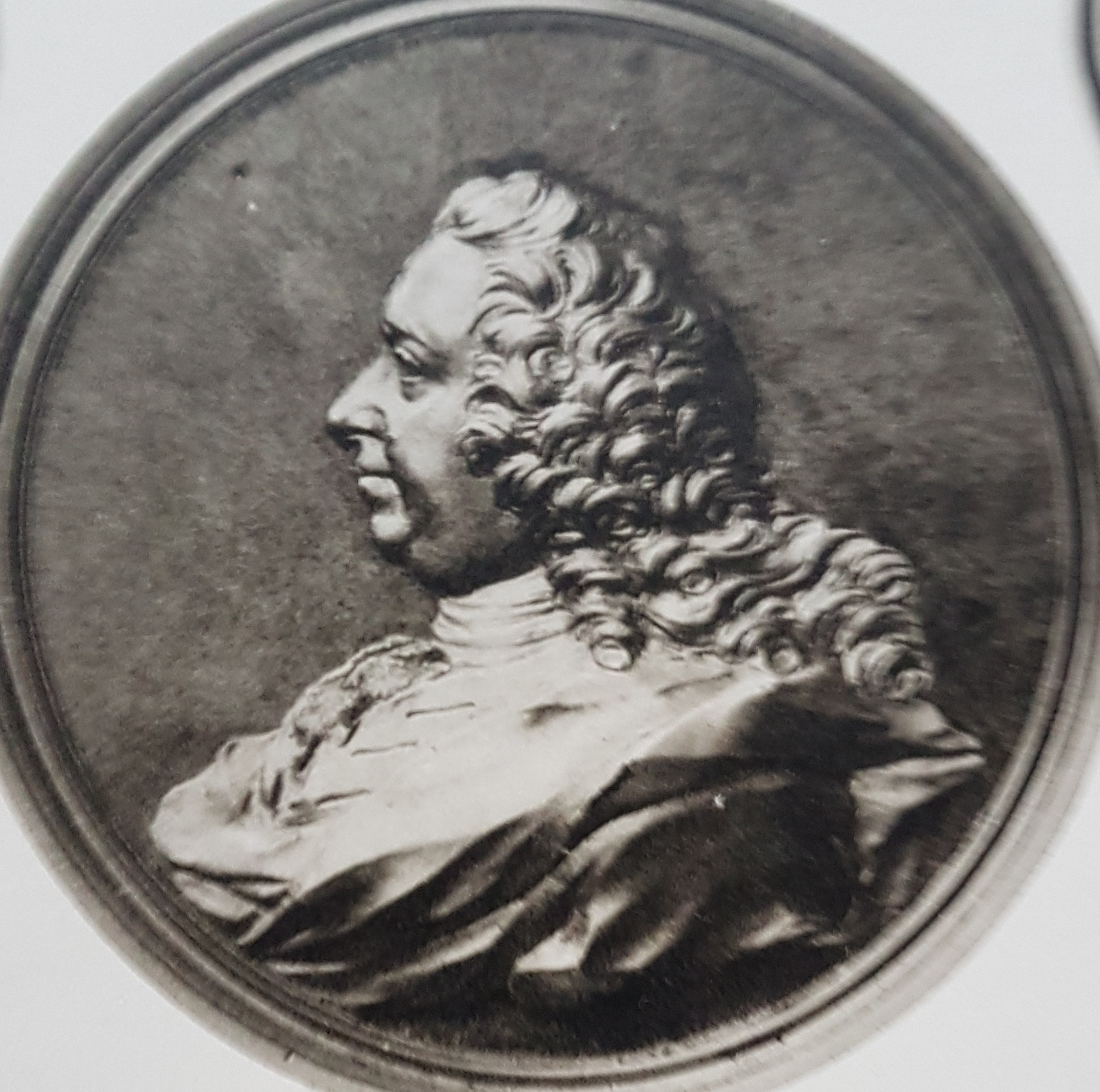
Medalj över Claes Grill skapad av Daniel Fehrman

Daniel Fehrman, född den 12 januari 1710 i Stockholm, död i samma stad den 8 juni 1780, var en svensk medaljgravör av tysk släkt, far till Carl Gustaf Fehrman. 
Fehrmans förste lärare i teckning var den på sin tid ansedde löjtnant-dessinatören Gustaf Torshell. Vid 16 års ålder sattes han i lära hos Johann Carl Hedlinger. År 1732 följde han honom till Danmark och 1735 till Ryssland, där han stannade till mitten av 1737. Fehrman hade då blivit så skicklig, att han 1739 fick i uppdrag att sköta Hedlingers syssla som medaljgravör vid Kungliga Myntet under dennes ledighet på grund av en utrikes resa. Då Hedlinger 1745 bosatte sig i Schweiz, avstod han sin befattning och en del av sin lön åt sin lärjunge. kungen och Kammarkollegium godkände förfarandet.
1760 utnämnde Adolf Fredrik honom till kunglig medaljgravör med försäkran om survivans med alla förknippade förmåner. I början av 1764 fick Fehrman ett slaganfall, som satte honom ur stånd att arbeta. Hans unge son Carl Gustaf övertog då faderns befattning. 
Fehrman utförde omkring 30 medaljer och 80 jetonger, många sigill för kungliga och enskilda personer samt modelleringar i vax. Hans bilder är kraftiga och eleganta; hans behandling av hår och dräkter står Hedlinger nära. Hans yppersta verk är kanske de små täcka jetonger, som han utfört i stort antal. Fehrman finns representerad vid bland annat Nationalmuseum i Stockholm. 
Bland hans bästa arbeten kan för övrigt nämnas medaljerna över Fredrik I:s död, Adolf Fredriks och Lovisa Ulrikas kröning, Stålfabriken på Drottningholm (1762), kronprins Gustavs förmälning (1766), Ehrenpreus, Axel von Fersen, Carl Gyllenborg, Nils Keder, Carl von Linné och Olof Thegner med flera. Fehrmans lärjungar var C.J. Wikman, Gustaf Ljungberger och sonen Carl Gustaf.